# Macropoliana
Macropoliana là một chi bướm đêm thuộc họ Sphingidae.

## Các loài
- Macropoliana afarorum - Rougeot 1975
- Macropoliana asirensis - Wiltshire 1980
- Macropoliana cadioui - Haxaire & Camiade, 2008
- Macropoliana ferax - (Rothschild & Jordan 1916)
- Macropoliana gessi - Schmit, 2006
- Macropoliana natalensis - (Butler 1875)
- Macropoliana scheveni - Carcasson 1972